# Eugénio dos Santos
Eugénio dos Santos e Carvalho est né dans la maison des Carvalhos, de la freguesia de Nossa Senhora dos Prazeres, à Aljubarrota en mars 1711 et mort à Lisbonne le 5 août 1760 . 
Il appartenait à une famille de tailleurs de pierre de Mortágua. Son père, Antonio dos Santos, était maçon ainsi que son grand-père paternel, Antonio de Carvalho.
Il fut l'un des ingénieurs militaires et des architectes chargés de la reconstruction du quartier de Pombal, à Lisbonne, après le tremblement de terre de 1755.

## Biographie
Il était un étudiant dans la classe de la fortification et d'architecture militaire en 1735, mais dès l'année suivante il était déjà en train de travailler sur les fortifications de Estremoz, où il était responsable de la construction de Paiol de Santa Bárbara, Paço e Armazéns. 
Plus tard, il a été responsable des fortifications de la Marine et a travaillé à la construction de l'Hôpital das Caldas da Rainha, sous la direction de Manuel da Maia.
En 1750, il fut nommé inspecteur des travaux de la Cour, y compris les travaux ceux du palais de Ribeia et d'autres palais royaux ainsi que du Sénat de Lisbonne.

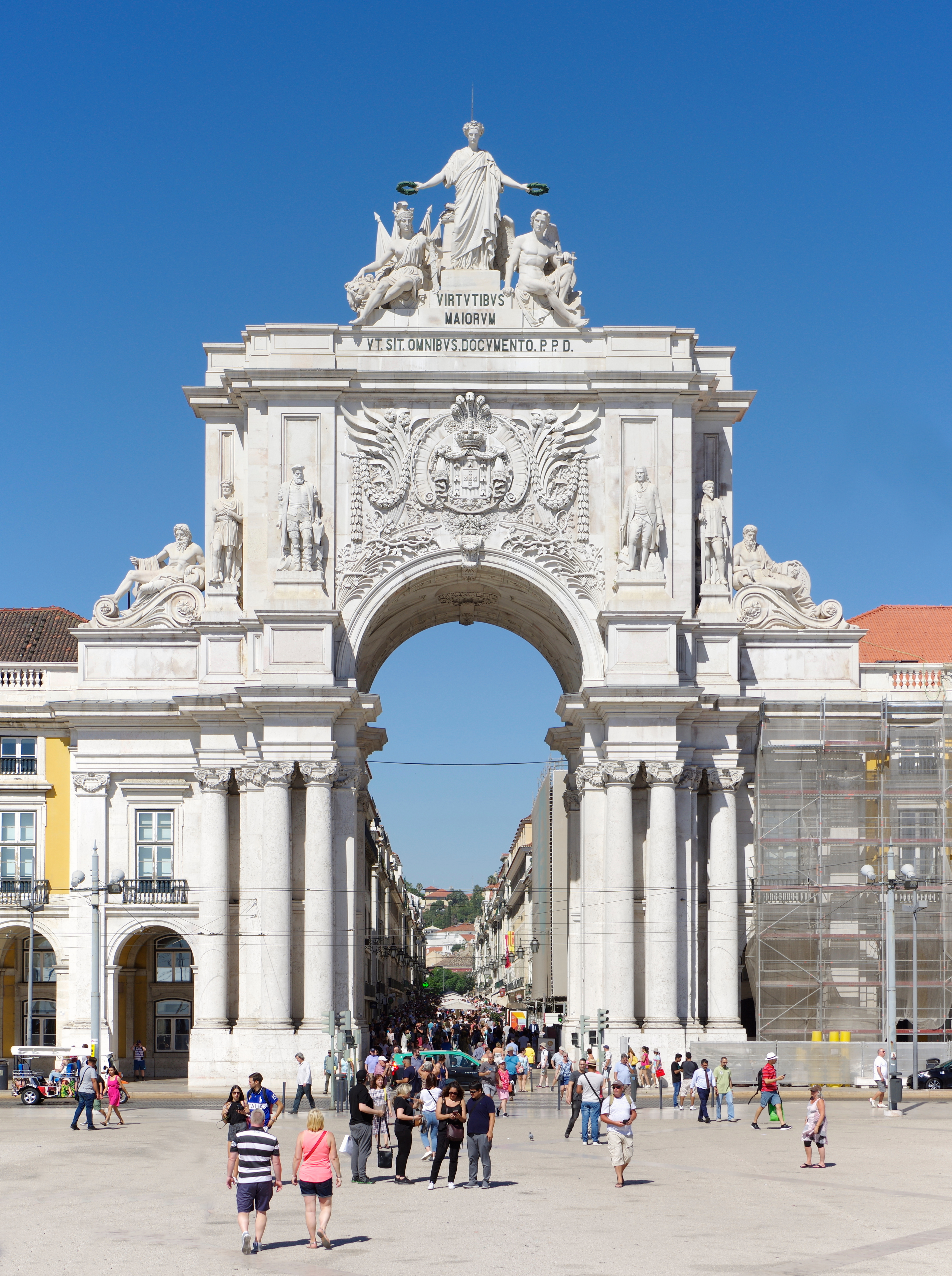
Arc de triomphe de la place du commerce

Après le tremblement de terre de Lisbonne, en 1755, homme de confiance de Manuel da Maia, architecte en chef du royaume (arquitecto mor do Reino) et maréchal des ingénieurs (Marechal de Engenheiros), il a été un des principaux intervenants pour la reconstruction de Baixa pombalina, à Lisbonne, avec l'ingénieur hongrois Carlos Mardel. Il a tracé le plan de reconstruction de Lisbonne. Eugénio dos Santos a défendu l'idée de raser complètement le centre-ville déjà détruit et de reconstruire de nouveaux bâtiments suivant des critères anti-sismiques suivant un nouveau plan général harmonieux et rationnel de son urbanisme. Cette réorganisation du centre-ville comprenait les deux places principales de Lisbonne, Praça do Rossio et  Terreiro do Paço qui est devenu la place du commerce, avec un quadrillage de rues parallèles. Ce plan a été approuvé par le roi Dom José.
Son œuvre la plus notable a été la place du commerce (Praça do Comércio), qui ouvre Lisbonne sur la Tage. Il a étudié le projet de la nouvelle statue du roi Dom José sur la place du commerce réalisée par le sculpteur Machado de Castro  (1770-1775).
Il a fait les plans des nouveaux des bâtiments de Alfândega, de l'Arsenal de la Marine, de la Fabrique de tabac et de la place du palais (Ribeira das Naus).
Il a été l’architecte du Palacio do Grilo, palais des Ducs de Lafões situé au bord du Tage à Lisbonne.
À Porto, il a réalisé les plans de la prison et la cour d'appel,.
Une école à Lisbonne porte son nom et se situe à Alvalade. L'école est réputée pour les résultats de son enseignement et parce qu'elle accepte les enfants handicapés. C'est l'une des meilleures écoles de Lisbonne.